# Nemoria californica
Nemoria californica là một loài bướm đêm trong họ Geometridae.